# Kolvenbach (Bad Münstereifel)
Kolvenbach ist ein Stadtteil von Bad Münstereifel im Kreis Euskirchen, Nordrhein-Westfalen.

## Geografie
Die Bebauung der beiden in der Gemarkung Hohn gelegenen Orte Hohn und Kolvenbach gehen ineinander über. Kolvenbach liegt südwestlich des Stadtkerns von Bad Münstereifel.
Durch den Ort verläuft die Kreisstraße 36 und fließt der Kolvenbach.

## Geschichte
Sowohl Kolvenbach wie auch Hohn wurden 1137 erstmals urkundlich erwähnt.
Kolvenbach gehörte zur eigenständigen Gemeinde Hohn, bis diese am 1. Juli 1969 nach Bad Münstereifel eingemeindet wurde.

## Verkehr
Die VRS-Buslinie 824 der RVK verbindet den Ort mit Bad Münstereifel und Blankenheim, überwiegend als TaxiBusPlus im Bedarfsverkehr.
| Linie | Verlauf |
| ----- | --- |
| 824   | MiKE (außer im Schülerverkehr): Blankenheim – Mülheim – Tondorf – Buir – Holzmülheim – Frohngau – Roderath – Bouderath – (Witscheiderhof – Bergrath) / Kolvenbach – Hohn – Eicherscheid – Bad Münstereifel Eifelbad – Bad Münstereifel Bf |

Die Grundschulkinder werden zur Gemeinschaftsgrundschule nach Bad Münstereifel gebracht.